# Zingiberidae
Zingiberidae es una subclase de Liliopsida, que incluye dos órdenes y nueve familias de plantas, con un total de unas 4000 especies. Son plantas herbáceas, habitualmente terrestres o epífitas, y excepcionalmente arbóreas.
Presentan hojas alternas, ocasionalmente todas basales. Sus flores forman inflorescencias con brácteas de colores vivos. El perianto muestra tres sépalos —libres o connados— siempre diferentes a los pétalos; estos suelen ser tres, y pueden aparecer libres o soldados.
El androceo presenta 6 estambres en dos ciclos de tres; en algún caso sólo uno de ellos es funcional, mientras que el resto forma estaminodios. El gineceo, a su vez, presenta 3 carpelos soldados, y un ovario generalmente ínfero y trilocular, aunque ocasionalmente unilocular.
El fruto es por lo común capsular o baciforme, rara vez esquizocarpo o fruto múltiple; semillas en los frutos capsulares a menudo ariladas, alados o plumosos.
Son invariablemente hermafroditas, aunque algunas resultan unisexuales funcionalmente.